# Émile Thérond
Pour les articles homonymes, voir Thérond.
Émile Théodose Thérond est un dessinateur, graveur, lithographe et illustrateur français, né le 28 mars 1821 à Saint-Jean-du-Gard et mort le 3 septembre 1883 à Paris.

## Biographie

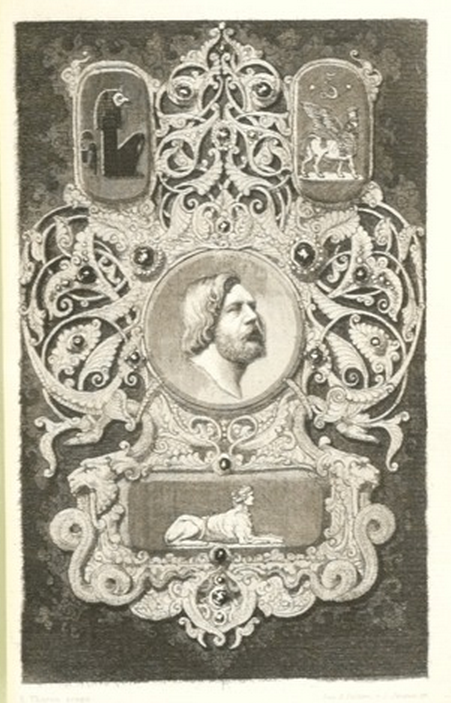
Le frontispice du recueil Émaux et camées (1858, 2e édition), dessiné et gravé par Émile Thérond

Émile Thérond est né à Saint-Jean-du-Gard, fils de François Thérond, bonnetier, et de Marie Grave.
À Paris, il est l'élève de Gérard-Seguin, mais aussi et plus certainement d'Anne-François Arnaud, qui dirige l'école de dessin de Troyes, ville de la bonneterie. C'est dans cette école que Thérond rencontre Dieudonné Lancelot, du même âge que lui. Déjà dessinateur lithographe lors de son mariage à Troyes (Aube) en 1842, il rejoint ensuite la capitale où son père est installé comme marchand de bas et où naît sa fille Marguerite en 1851.
Dessinateur, il produit d'abord pour l'édition illustrée, puis ses dessins paraissent dans Le Magasin pittoresque (dès 1855), Le Tour du monde (dès 1857) et Le Monde illustré (dès 1857) — pour lequel il conçoit notamment l'en-tête gravé par Henry Duff Linton. 
En 1855, il est l'un des deux principaux dessinateurs, avec Dieudonné Lancelot, du Paris illustré lancé par Louis Hachette et qui comprend 280 vignettes. Puis à partir de 1858, pour le même éditeur, il illustre les guides-albums de voyage d'Adolphe Joanne.
Il est réputé pour ses gravures sur bois, eaux fortes et lithographies. En 1858, il dessine et grave à l'eau forte le frontispice ornementé puis le portrait, et sur bois, les vignettes et les encadrements de l'édition d'Émaux et camées de Théophile Gautier parue chez Auguste Poulet-Malassis et Broise.
L'un des auteurs qu'il illustre le plus souvent est Alfred Delvau : on retient les remarquables suites gravées pour Les Cythères parisiennes (1864) produit avec Félicien Rops et le tireur Auguste Delâtre et l'Histoire anecdotique des barrières de Paris (1865). Il n'est pas certain qu'il continue à produire des gravures après 1870 : la plupart des éditions postérieures à cette date sont des retirages d'images publiées antérieurement ou sans date. Henri Beraldi, qui le mentionne, ne précise rien sur ce point (1892).
Au Salon de 1865, il expose un dessin rehaussé d'aquarelle intitulé Un château d'eau : le catalogue officiel le mentionne comme élève de M. Arnaud, habitant à Fontenay-aux-Roses, et résidant momentanément à Paris chez un certain Royer, au 24 rue du Cherche-Midi. Domicilié en dernier lieu à Levallois-Perret, il est encore mentionné dessinateur lors de son décès survenu à Paris en 1883, à l'âge de 62 ans. L'une de ses dernières activités d'illustrateur est mentionnée dans la page de titre du périodique Le Monde illustré datée au 3 juillet 1886.
En 1871, sa fille, Marguerite Thérond épouse Jean-Louis Outhwaite, dessinateur, fils du graveur Jean-Jacques Outhwaite (1810-1878). L'artiste Gérard-Séguin est témoin au mariage.